# Antropologia da saúde
Antropologia da Saúde pode ser compreendida como a aplicação da antropologia ao estudo das práticas de manutenção e recuperação da saúde em diferentes culturas ou etnias. É praticamente um consenso entre pesquisadores da área que o fenômeno saúde/doença, não deve ser compreendido de forma reducionista limitada ao modelo bio-médico. Segundo Minayo, é necessário adotar uma reflexão antropológica nos estudos e nas praticas de saúde como forma de ampliar seu olhar sobre o fenômeno que se estuda e a grande contribuição da antropologia é a sua tradição de compreensão da cultura.
Alguns autores usam indistintamente a denominação antropologia médica, etnomedicina e antropologia da saúde, outros apresentam distinções na delimitação de objeto a aplicação dos recursos metodológicos desta ciência social. Para Sevalho e Castiel tal integração interdisciplinar é uma empreendimento que implica importantes transformações no âmbito das disciplinas envolvidas requerendo uma readequação de vocabulários e específicos e uma combinação de técnicas e métodos de investigação 

## Antropologia médica e/ou antropologia da saúde
A designação antropologia médica ou da saúde pode ser feita a partir da ênfase dada a diferentes aspectos do processo saúde - doença, como referido, ou o comportamento humano para obtenção e manutenção da saúde através de práticas culturais, ou a ênfase no tratamento de doenças e recuperação da saúde. Naturalmente, trata-se de uma divisão com fins didáticos pois não há como isolar um fato social do seu contexto ou realidade construída pelas sociedades humanas com sua linguagem e cultura característica.
Segundo Helman  integrante do National Health Service (NHS) a antropologia médica desenvolveu-se como um ramo da antropologia cultural e social, sem descartar sua base clínica-biológica aborda a forma como as pessoas, em diferentes culturas e grupos sociais, explicam as causas dos problemas de saúde, os tipos de tratamento nos quais elas acreditam e a quem recorrem quando adoecem, ressaltando ainda que também é o estudo de como essas crenças e práticas relacionam-se com as alterações biológicas, psicológicas e sociais no organismo humano, tanto na saúde quanto na doença. (Helman, 2009 o.c)
Para McElroy  a Antropologia Médica pode ser ainda definida como o estudo das doenças e saúde humana, sua adaptação biocultural e sistemas de saúde. Citando ainda o compêndio "Medical Anthropology"  de George M. Foster (1913-2006) e Barbara K. Gallatin Anderson (1921-2008), McElroy identifica no desenvolvimento desta aplicação inter ou transdisciplinar da antropologia, a confluência de distintas referências, a saber: (1) o interesse dos antropólogos físicos pela evolução humana e adaptação da espécie; (2) os estudo etnográficos da até então denominada medicina primitiva e mais recentemente: medicina tradicional; (3)os estudos de fenômenos psiquiátricos na escola de cultura e personalidade; (4) as contribuições da antropologia à saúde coletiva e internacional. Observe-se que em relação a saúde mental as publicações datam do início do século XX, a exemplo das contribuições de Sigmund Freud (1856-1939) para antropologia a partir da psicanálise referendada e contestada por diversos antropólogos como Lévi-Strauss (1908-2009), Malinowski (1884-1942) Géza Roheim (1891 –1953) entre outros, dando origem a conhecida interface da antropologia psicanalítica e mais recentemente à neuroantropologia, ou a busca de nexos entre o cérebro, a mente e a cultura.
A antropologia médica então, se distingue da antropologia saúde ao considerar que a primeira se detém no estudo das patologias e sistemas terapêuticos – a medicina, tal com conhecemos em nossa sociedade, estabelecendo limites difusos com a antropologia biológica e antropologia física, enquanto a antropologia da saúde se detém no conceito ampliado de saúde tal como desenvolvido pela medicina social, ou ciências sociais aplicadas ao estudo da saúde pública. Distinguem-se também por não  limitar-se a descrição práticas e saberes de saúde, como faz a antropologia médica, interpretado-os a partir das cosmologias mágico-religiosas associadas a diversas crenças terapêuticas populares, míope, feito assina-la Nunes , às dimensões sociais e políticas na base da produção dos problemas de adoecimento, bem como da sua falta de solução.
Para François Laplantine, o autor de Antropologia da doença, esta ciência estuda a percepção e resposta de um grupo social à patologia, elabora e analisa modelos etiológicos e terapêuticos. Um modelo é: uma construção teórica, caráter operatório (hipótese) e também uma construção metacultural, ou seja, que visa fazer surgir e analisar as formas elementares da doença e da cura - sua estrutura seus invariantes tornando-o comparável a outros sistemas.
Outra contribuição relevante de nossos dias vieram de Arthur Kleinman. Segundo esse autor, observando-se a trajetória de pacientes e curadores no contexto cultural distingue-se na organização social o sistema cultural de cuidados de saúde (Health Care System) correspondendo a estas práticas: a o setor ou medicina popular / familiar, conhecida e praticada por todos; a medicina tradicional, que exige um especialista formador – a relação mestre/ discípulo e finalmente o setor médico profissional que se caracteriza-se por possuir escolas formais e hegemonia social.
A esses setores correspondem modelos explicativos dos profissionais e dos pacientes e suas famílias, alguns autores que a interação de tais símbolos em uma rede semântica corresponde à construção de realidades médicas que conjugam, normas, valores, expectativas individuais e coletivas, comportamentos ou formas específicas de pensar e agir em relação à doença e saúde.
Uma outra maneira de entender as regras e técnicas e rituais que emergem da vida prática de distintas sociedades (incluindo a nossa) é sua abordagem enquanto processo cognitivo (epistéme) ou racionalidades.

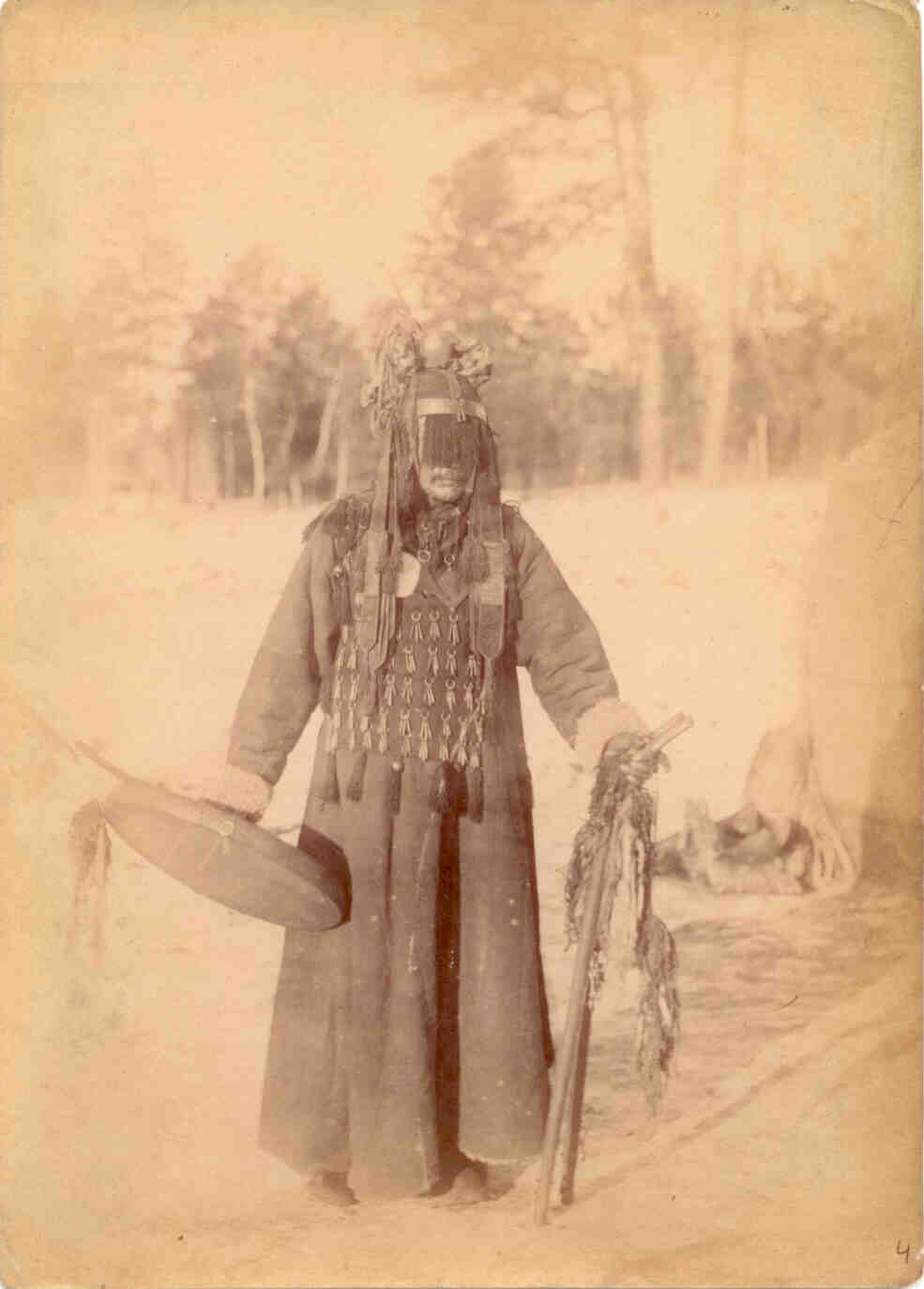
Xamã dos povos Tunguses da Sibéria, 1883.

Racionalidade médica, na terminologia proposta por Luz (1988)  , essencialmente útil para quem pretende comparar elementos (o que é uma exigência do método estrutural). Segundo essa autora, uma racionalidade médica ou sistema lógico e teoricamente estruturado, tem como condição necessária e suficiente para ser considerado como tal, a presença dos seguintes elementos:
1. Uma morfologia (concepção anatômica);
2. Uma dinâmica vital ("fisiologia");
3. Um sistema de diagnósticos;
4. Um sistema de intervenções terapêuticas;
5. Uma doutrina médica (cosmologia).

## Um século de contribuições
Tal ciência aplicada pode ser melhor compreendida tanto pela análise da produção de trabalhos produzidos por antropólogos e demais cientistas sociais como pela especificidades da área de aplicação e suas interfaces com demais ramos do conhecimento.
Assim como a própria antropologia, tais estudos se iniciaram com as descrições etnográficas do século XIX, assim temos descrições do xamanismo, e das “medicinas tradicionais” e “medicinas populares” entre as proposições teóricas do começo do século XX destacamos as contribuições de Marcel Mauss (1872 – 1950) em especial a criação da noção de técnica do corpo, entendendo o corpo humano como o primeiro e mais natural instrumento do homem nos permitindo comparar as intervenções obstétricas, cuidados de puericultura, higiene, sexualidade etc. e as distinções que faz entre magia, religião situando a prática dos curandeiros, analisando o poder dos enfeitiçamentos e crenças incluindo as célebres descrições de “morte sugerida” ou induzida por feitiçaria na Austrália e Nova Zelândia fenômeno psicossomático posteriormente estudado pelo fisiologista Cannon W. B. (1942) nas suas descrições da relação cérebro - emoção.
O processo de consolidação da antropologia médica, enquanto subdisciplina ou aplicação da antropologia, é relativamente recente. Pereira, em artigo de revisão, situa sua origem ao longo da segunda metade do século XX, constatando sua ausência na antropologia clássica e nos registros etnográficos. Assinala que com a exceção de W.H. Rivers (1864-1922) e Clements, os estudos sobre concepções "primitivas" das doenças e seus tratamentos integravam-se as pesquisas sobre crenças e suas dimensões mágico-religiosas. Rivers publicou em 1924 "Medicine, magic and religion"  e Clements em 1932 "Primitive Concepts of Disease" 
Além das contribuições de Rivers e Clements, McElroy (o.c.)  destaca ainda as contribuições do médico historiador Erwin Heinz Ackerknecht (1906-1988) autor de "Primitive Medicine and Culture Pattern" (1942) e "Natural Diseases and Rational Treatment in Primitive Medicine" (1946) entre outros trabalhos afins.
As práticas mágicas e simpatias em seus aspectos sociais e psicológicos estão entre os objetos de estudo de Mauss, que mais produziram ecos e até hoje permanecem na lista de interesses do antropólogo voltado para as questões do processo saúde – doença, repleto de excelentes descrições obras clássicas com “Bruxarias, Oráculos e Magia entre os Azande” de E. E. Evans-Pritchard com sua cuidadosa descrição da farmacopéia mágica e outras características religioso-étnicas desses povos da África Central  ou “Pensamento Selvagem” de Claude Lévi-Strauss, que nos propõe um caminho da compreensão do pensamento mágico e mitologia a partir da comparação das “operações” deste com o pensamento científico delimitando suas relações com a intuição sensível, predominante nas analogias do primeiro, e com a percepção – observação na lógica do pensamento científico.
Também é objeto da antropologia médica o modo como se formam os distintos agentes de cura, o modo como estes modificam a realidade institucional/ cultural em distintos países e organizações sócio-econômicas e o modo como se produzem e distribuem (consomem) ações e serviços de saúde, aliás a OMS, Organização Mundial de Saúde, tem estimulado desde sua fundação a associação das medicinas tradicionais à prestação de serviços primários de saúde a exemplo da bem sucedida criação dos médicos de pés descalços na China.

## Antropologia da Saúde no Brasil
Pesquisas sobre as contribuições da antropologia à Medicina, Fisioterapia, Psicologia / Psicanálise, Enfermagem, Odontologia e outras áreas da saúde em estudos específicos sobre essa produção em periódicos e congressos científicos nos revelam que o Brasil, centenas de estudos exploram as relações entre saúde, doença e cura na religiosidade popular, nos sistemas etnomédicos indígenas e religiões - medicinas de matriz africana (candomblés e práticas médico religiosas de afro-descendentes) versam sobre representações do corpo e cuidados corporais, categorias de alimentação, condições de vida da classe trabalhadora, saúde mental e mesmo sobre as práticas médicas alternativas ou complementares.
Os estudos mais antigos tentam relacionar as práticas populares (folclore) às tradições formadoras de nossa cultura, analisando inicialmente segmentos étnicos e a cultura no meio rural e os estudos mais recentes, voltam-se para o meio urbano e as distintas classes sociais que caracterizam os conflitos da sociedade capitalista em transformação. As pesquisas mais recentes tendem a integrar as teorias que dão conta dos dados etnográficos (o particular) ao processo socioeconômico e cultural mais amplo (o geral).

## Ver também

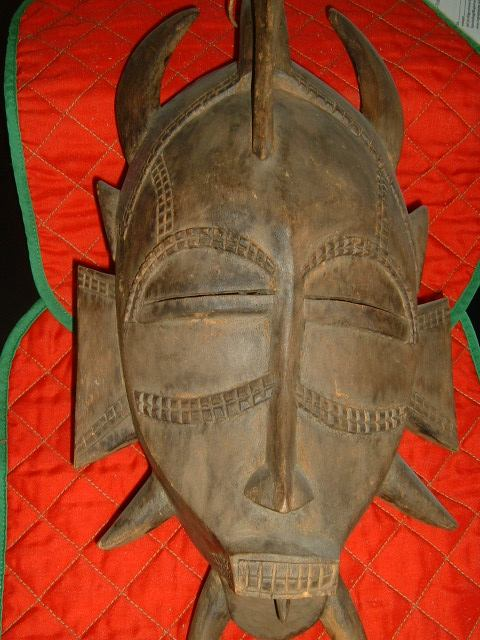
Máscara africana da Costa do Marfim